# Wolf Lake (Yukon)
Der Wolf Lake ist ein 73,12 km² großer See, der sich 75 km nordöstlich von Teslin im kanadischen Yukon-Territorium befindet. Der See befindet sich im Stammesgebiet des Teslin Tlingit Council. Der Tlingit-Name des Sees lautet Ghùch Âyi.

## Lage
Der Wolf Lake befindet sich auf dem Yukon-Plateau auf einer Höhe von 986 m. Der See liegt 175 Kilometer östlich von Whitehorse. Er hat eine Nord-Süd-Ausdehnung von 21 Kilometern. Seine Breite beträgt 4,5 Kilometer. Die maximale Wassertiefe liegt bei 84 Meter. Der Ghùch Hîni (vormals Wolf River) entwässert den See an dessen Nordwestufer und fließt anfangs in westlicher, später in südlicher Richtung zum Nałasìn River (auch als Nisutlin River bekannt).
Der abgelegene See wird gewöhnlich per Wasserflugzeug erreicht. Angeltouristen erreichen den See per Wasserflugzeug. Am Seeufer liegt die seit 1978 betriebene „Wolf Lake Lodge“. Dort wird die „Catch and Release“-Strategie angewandt, das bedeutet, gefangene Fische werden wieder in die Freiheit entlassen.

## Seefauna
Die Seepopulation des Amerikanischen Seesaiblings gilt als „gesund“, während die der Heringsmaräne als „relativ klein“ gilt.